# シャラン＝サンタンセルム
シャラン＝サンタンセルム（フランス語: Challand-Saint-Anselme [ʃalɑ̃ sɛ̃tɑ̃sɛlmə]）は、イタリア共和国ヴァッレ・ダオスタ州にある、人口約800人の基礎自治体（コムーネ）。

## 地理

### 位置・広がり

#### 隣接コムーネ
隣接するコムーネは以下の通り。
- ブリュソン
- シャラン＝サン＝ヴィクトル
- エマレーズ
- イッシム

## 行政

### 分離集落
シャラン＝サンタンセルムには、以下の分離集落（フラツィオーネ）がある。
- Allésaz, Arbaz, Bachan, Châtillonet, Corliod, Maé, Moussanet, Orbeillaz, Pésan, Plésod, Quinçod (sede comunale), Ruvére, Tilly, Tollégnaz